# جان بوليكانغو
جان بوليكانغو (بالفرنسية: Jean Bolikango)‏ أو بوليكانغو أكبولوكاكا غبوكولو نزيتي نزوبي (4 فبراير 1909 - 17 فبراير 1982) مربي وكاتب، وسياسي محافظ كونغولي، شغل مرتين منصب نائب رئيس وزراء  جمهورية الكونغو (الآن جمهورية الكونغو الديمقراطية، في سبتمبر 1960 ومن فبراير إلى أغسطس 1962. شعبية كبيرة بين شعب بنغالا، ترأس الحزب الوطني وعمل كعضو رئيسي في المعارضة برلمان جمهورية الكونغو الديمقراطية في أوائل الستينيات.
بدأ بوليكانغو مسيرته المهنية في الكونغو البلجيكية كمدرس في المدارس الكاثوليكية، وأصبح عضواً بارزاً في المجتمع الكونغولي بوصفه قائداً لرابطة ثقافية. كتب رواية حائزة على جائزة وعمل كصحفي قبل أن يتحول إلى السياسة في أواخر الخمسينات. على الرغم من أنه شغل منصب كبير في مجال الاتصالات في الإدارة الاستعمارية، إلا أنه أصبح زعيماً في الضغط من أجل الاستقلال، مما جعله أحد «آباء الاستقلال» في الكونغو. استقلت جمهورية الكونغو في عام 1960 وحاول بوليكانغو تنظيم قاعدة سياسية وطنية تدعم مساعيه للحصول على مكتب مرموق في الحكومة الجديدة. وقد نجح في تأسيس «الحزب الوطني» وشجع كلاً من الكونغو الموحدة وعلاقات قوية مع بلجيكا. أقدم من معظم معاصريه وقاد احترام كبير، وخاصة بين نظرائه البنغالية، وكان ينظر إليه على أنه «رجل الدولة الأكبر» في الكونغو. بغض النظر، فشلت محاولاته لتأمين منصب في الحكومة وأصبح عضوا قياديا في المعارضة في البرلمان.
عندما أصبحت البلاد متورطة في أزمة داخلية، تم طرد الحكومة الأولى ونجحت من قبل عدة إدارات مختلفة. عمل بوليكانجو كنائب لرئيس الوزراء في إحدى الحكومات الجديدة قبل إعادة تأسيس دولة جزئية من الاستقرار في عام 1961. وتوسط بين الفصائل المتحاربة في الكونغو وخدم لفترة وجيزة مرة أخرى كنائب لرئيس الوزراء في عام 1962 قبل أن يعود إلى المعارضة البرلمانية. بعد تولي جوزيف ديزيريه موبوتو السلطة عام 1965، أصبح بوليكانغو وزيراً في حكومته. سرعان ما طرده موبوتو لكنه عينه في المكتب السياسي لحركة الثورة الشعبية. ترك بوليكانجو المكتب في عام 1970. ترك البرلمان في عام 1975 وتوفي بعد سبع سنوات. أنشأ حفيده مؤسسة جان بوليكانغو في ذاكرته لتعزيز التقدم الاجتماعي. وقد منح رئيس الكونغو، بعد وفاته، بولكيانغو ميدالية في عام 2005 عن حياته المهنية الطويلة في الخدمة العامة.

## حياة مبكرة
ولد جان بوليكانغو في ليوبولدفيل، الكونغو البلجيكية، في 4 فبراير 1909 لعائلة بانغالا من مقاطعة إكتور.